# Philippe Kieffer
Philippe Kieffer (nascido a 24 de Outubro de 1899 em Porto Príncipe no Haiti, falecido a 20 de Novembro de 1962 em Cormeilles-en-Parisis em França) foi um oficial e político francês. É mais conhecido pelos seus esforços durante a Segunda Guerra Mundial, quando criou e liderou um grupo de comandos que mais tarde tomou o seu nome. Participou da Operação Overlord. Pelos seus esforços foi nomeado Compagnon de la Libération.

## Vida pregressa
Kieffer nasceu em Porto Príncipe, no Haiti. A sua família era da Alsácia. Estudou na HEC Paris e tornou-se gerente de um banco na cidade de Nova Iorque.

## O início da guerra
A 2 de setembro de 1939, aos 40 anos, Kieffer alistou-se no serviço militar. Ingressou na Marinha Francesa, onde era oficial na reserva, uma semana depois. Serviu no couraçado "Courbet" e no quartel-general da Frota do Norte durante a Batalha de Dunquerque.
Kieffer deixou Londres a 19 de junho de 1940 e ingressou nas Forças Navais Francesas Livres a 1 de julho de 1940, dia em que foi criada.